# Muskatellersalbei
Der Muskatellersalbei (Salvia sclarea), auch Muskat-Salbei, Römischer Salbei, Scharlei, Scharlauch und Scharlachkraut genannt, ist eine Pflanzenart aus der Gattung Salbei (Salvia) in der Familie der Lippenblütler (Lamiaceae). Die drüsig-klebrige Pflanze verströmt einen gewürzartigen Duft, worauf der deutsche Trivialname Bezug nimmt.

## Beschreibung

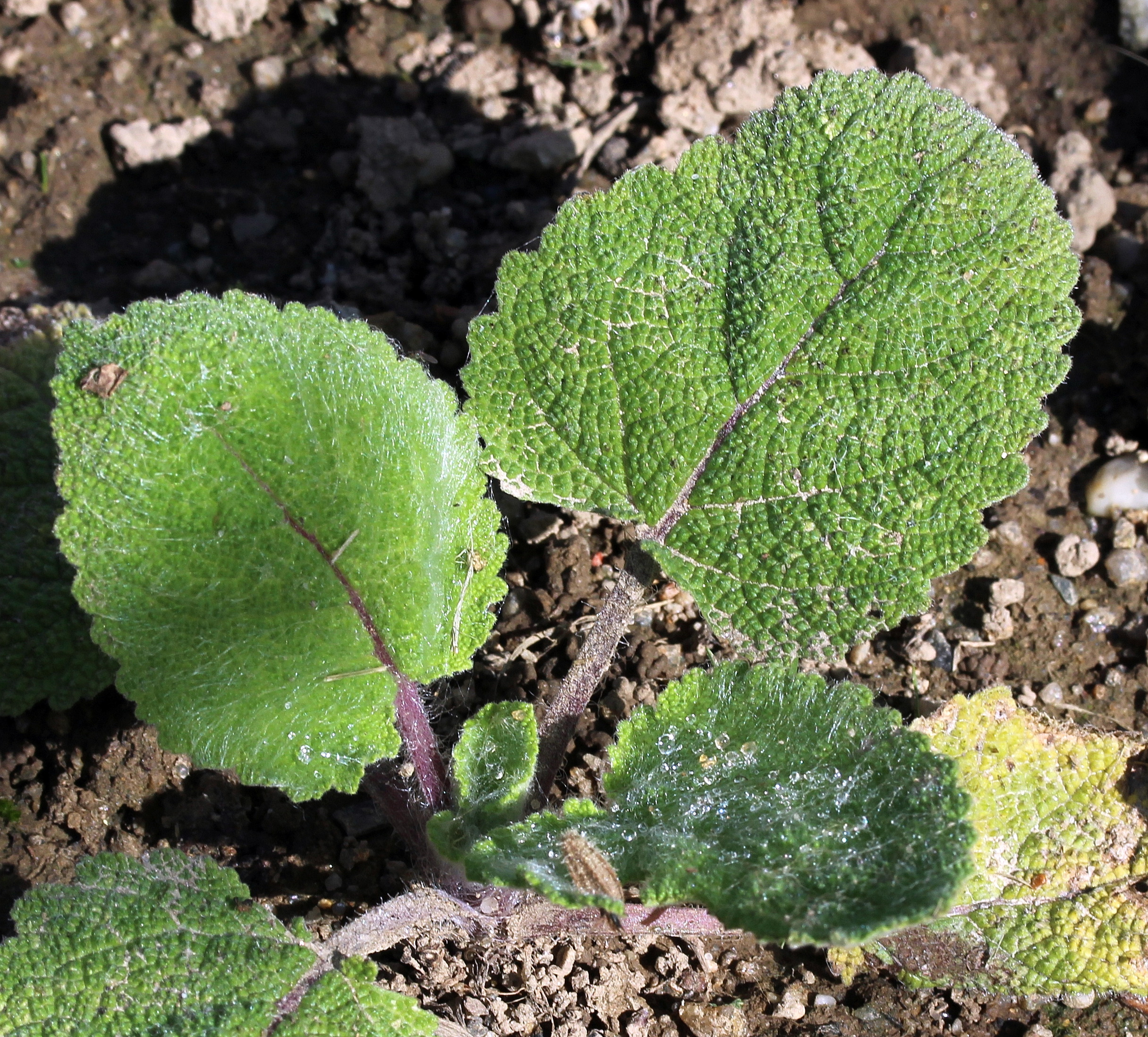
Junge Pflanze

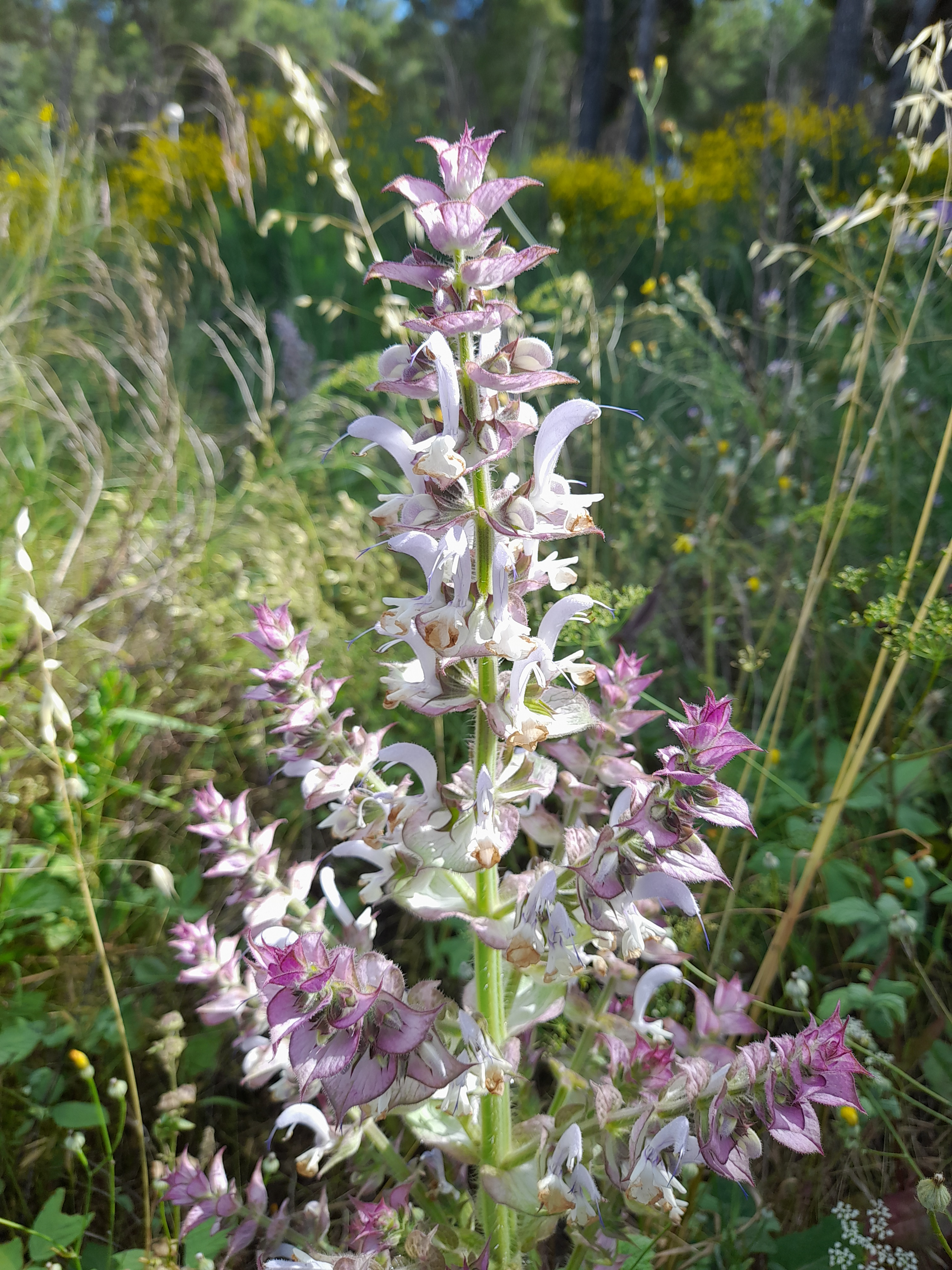
Blütenstand

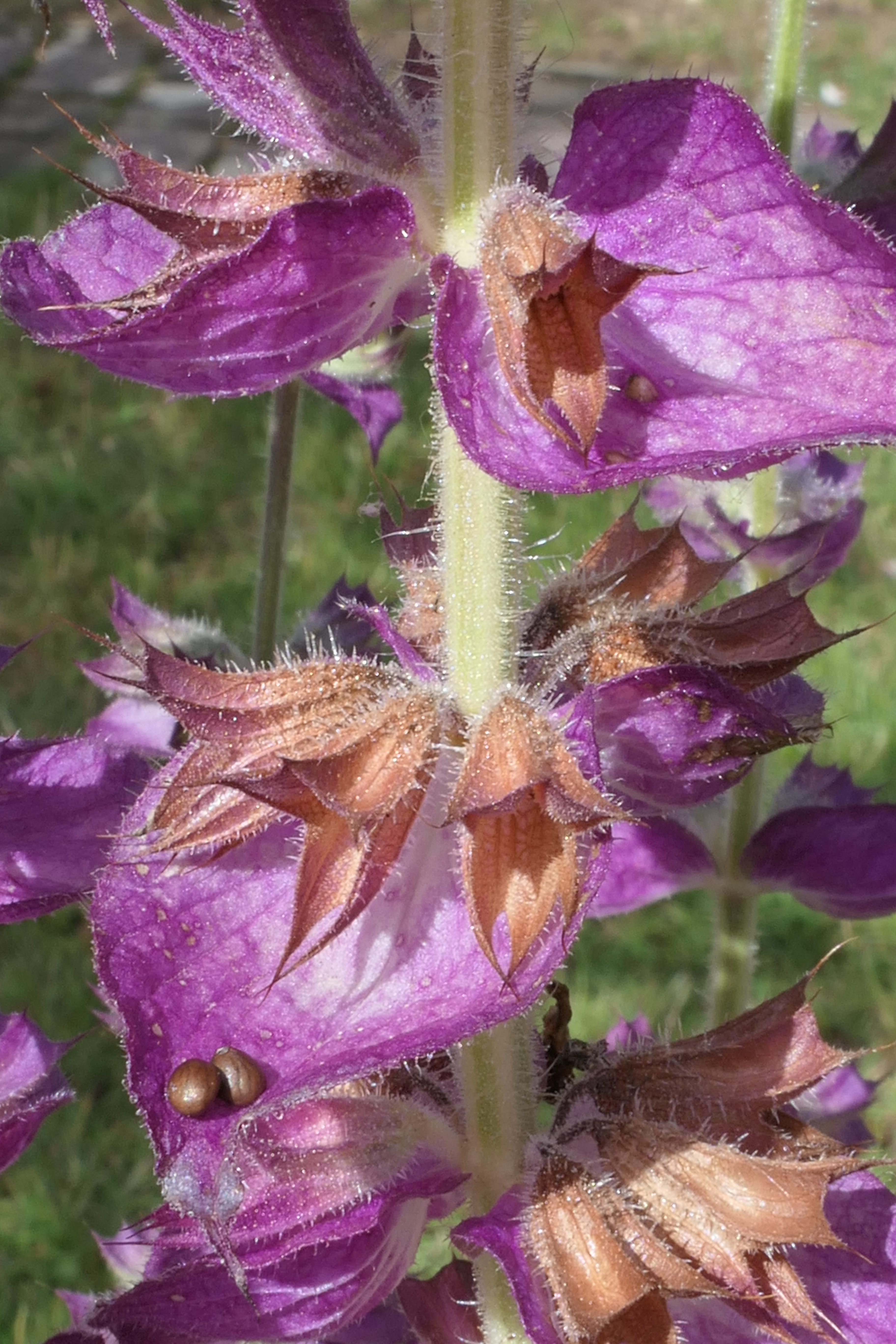
Fruchtstände; zwei herausgefallene Nüsschen auf einem Tragblatt

### Vegetative Merkmale
Der Muskatellersalbei ist eine immergrüne zweijährige bis ausdauernde krautige Pflanze mit pleiokormer Pfahlwurzel. Die Pflanze erreicht Wuchshöhen von 50 bis 110 Zentimetern. Der Stängel wird bis zu einem Zentimeter dick. Im ersten Jahr wird die Blattrosette ausgebildet, im zweiten Jahr entwickelt sich der Blütenstand. Die Spreite der großen Laubblätter ist einfach und herzeiförmig gestaltet sowie grau behaart. Der Blattstiel ist etwa 2 bis 7 Zentimeter lang und kraus behaart. Die Blattspreite ist 7 bis 18 Zentimeter lang und 3 bis 13 Zentimeter breit. Sie ist vorn abgerundet oder kurz zugespitzt, am Rand unregelmäßig gekerbt und auf der Fläche netzig-runzelig. Sie ist beidseitig locker graufilzig oder oberseits verkahlend und dicht mit sitzenden Drüsen besetzt.
Als wärmeliebende Art profitiert der Muskatellersalbei vom fortschreitenden Klimawandel, so dass die vorstehend genannten Größenangaben bei günstigen Bedingungen heute teilweise erheblich überschritten werden, was in botanischen Werken oder kommerziellen Pflanzensteckbriefen in der Regel noch nicht angepasst wurde. So erreichen die Pflanzen heute teilweise Wuchshöhen bis zu 2 m, an der Basis Stängel-Kantenmaße von 2 cm und Spreiten mit bis zu 30 cm Länge und 25 cm Breite.

### Generative Merkmale
Die violett und rosafarbenen Tragblätter der Scheinquirle sind länger als der Kelch. Die Blütenstandsachsen sind mit einfachen Haaren und Drüsenhaaren (Muskatellergeruch) besetzt. Die zwittrigen Blüten sind zygomorph. Sie besitzen 2 bis 3 Millimeter lange zottige Stiele. Der Blütenstand besteht aus zahlreichen Scheinquirlen. Sie sind 4- bis 6-blütig und sind zu einem lockeren bis dichten, 15 bis 40 Zentimeter langen, oft rispig verzweigten Blütenstand vereinigt. Der Kelch ist glockig, etwa 1 Zentimeter lang, am Rand kurz bewimpert, lila, weinrot oder weiß. Die Kelchzähne sind begrannt und stechend. Die Oberlippe des Kelchs wird aus einem sehr kleinen spitzen Mittelzahn und zwei lanzettlichen borstig bis fast stechend begrannten Seitenzähnen gebildet. Die Unterlippe des Kelchs besteht aus zwei 5 bis 7 Millimeter langen und durch eine tiefe, breite Bucht getrennten Zähnen. Die Krone ist 20 bis 28 Millimeter lang, hellblau, rosa oder lila. Die Kronröhre hat innen auf der Bauchseite eine kleine Schuppe. Die Oberlippe der Krone ist leicht sichelförmig und 11 bis 13 Millimeter lang. Sie ist auf der Mittellinie kurz behaart. Die Unterlippe der Krone ist etwa 8 Millimeter lang, hat zwei zugespitzte Seitenlappen und einen vorn verbreiterten und fein gezähnelten Mittellappen. Sie ist gelblich. Die Staubblätter haben nur etwa 2 Millimeter lange Filamente und über einen Zentimeter lange Konnektive. Die Oberschenkel haben 4 Millimeter lange Antheren; die nur 2 Millimeter langen Unterschenkel sind als fast rechteckige, durch stark vortretende Klebkörper miteinander verbundene Löffel ausgebildet. Die Klausen sind eiförmig, stumpf dreikantig und etwa 2 Millimeter lang. Sie sind glatt, einfarbig kastanienbraun oder dunkler marmoriert und verschleimen bei Benetzung. Als Blütezeit wurden bislang üblicherweise die Monate Juni bis Juli genannt; aktuelle phänologische Angaben sind im Pl@ntNet-Projekt zu finden.
Die Chromosomenzahl beträgt 2n = 22.

## Vorkommen
Der Muskatellersalbei kommt ursprünglich vom Mittelmeerraum bis Zentralasien vor und gedeiht am besten auf trockenem, steinig-lockerem Lehmboden in warmen Regionen. Er besiedelt Felshänge, Wegränder, trockenes Ödland, Weinbergbrachen, Wälder und Felder bis in Höhenlagen von 2000 Meter. Er steigt in Mitteleuropa kaum höher als der Weinstock (Vitis vinifera) und erreicht im Kanton Wallis kaum über 900 Meter Meereshöhe.
Die ökologischen Zeigerwerte nach Landolt et al. 2010 sind in der Schweiz: Feuchtezahl F = 1 (sehr trocken), Lichtzahl L = 4 (hell), Reaktionszahl R = 3 (schwach sauer bis neutral), Temperaturzahl T = 5 (sehr warm-kollin), Nährstoffzahl N = 3 (mäßig nährstoffarm bis mäßig nährstoffreich), Kontinentalitätszahl K = 4 (subkontinental).

## Nutzung
Bei der Nutzung spielen das durch Wasserdampfdestillation aus den Blütenständen gewonnene ätherische Öl und daraus gewonnene Folgeprodukte die Hauptrolle. Das Öl ist blassgelb bis bernsteinfarben und hat ein süßes, krautiges und leicht nussiges Aroma mit Nuancen von Ambra, Orange und Bergamotte.

### Medizinische Nutzung

#### Geschichte
Der Muskatellersalbei wurde schon zur Zeit der Kelten rituell genutzt und spätestens seit der griechisch-römischen Antike als Gewürz und Heilpflanze geschätzt. Als früheste schriftliche Nachweise der medizinischen Verwendung gelten die Schriften von Theophrastus (4. Jahrhundert v. Chr.), Dioskurides (1. Jahrhundert n. Chr.) und Plinius dem Älteren (1. Jahrhundert n. Chr.).
Karl der Große führt die Pflanze um 840 n. Chr. in seiner Landgüterverordnung Capitulare de villis unter dem Namen sclareiam in einer Nutzpflanzen- und Obstbaumliste auf, die in allen kaiserlichen Gütern angepflanzt werden sollten, wenn es die klimatischen Gegebenheiten zuließen. Im ebenfalls um 840 entstandenen botanischen Lehrgedicht Liber de cultura hortorum des Abtes vom Kloster der Insel Reichenau wird der Muskatellersalbei als Sclarega bezeichnet.
Im Werk Physica (um 1152) der bedeutenden Äbtissin und natur- und heilkundigen Universalgelehrten Hildegard von Bingen wird der Muskatellersalbei u. a. unter den Namen Scharleya und Circula scarleya behandelt. Im „Gart der Gesundheit“ (Mainz, 1485) von Johann Wonnecke, einem der ersten gedruckten Kräuterbücher in deutscher Sprache, findet man einen Holzschnitt mit einer naturgetreuen Abbildung des Muskatellersalbeis.
Im Laufe der Geschichte (detaillierte Abhandlung siehe) wurden für den Muskatellersalbei noch diverse weitere Bezeichnungen wie Scharlach, lateinisch Gallitrichum und Gallitricum und auch griechisch-lateinisch Horminon bzw. Horminum verwendet, was möglicherweise auch zu einigen Fehlzuordnungen und Missinterpretationen geführt haben könnte.
Zusammenfassend wurde der Muskatellersalbei in der Vergangenheit bei den folgenden Indikationen eingesetzt:
- In der Augenheilkunde bei Linsentrübungen und Fremdkörpern sowie Entzündungen.
Der lateinische Artname sclarea ist abgeleitet von lateinisch clarus = rein, was auf reine Augen hindeutet. Die Samen der Pflanze, kleine Nüsschen, verschleimen, wenn man sie befeuchtet. Sie wurden daher unter das Augenlid gesteckt, um durch die Schleimabsonderung Fremdkörper aus dem Auge zu entfernen.
- In der Frauenheilkunde zur Menstruationsregulierung, bei Scheidenausfluss, in der Geburtshilfe zur Förderung der Geburt und Stillung der Blutung, als Aphrodisiakum, gegen Unfruchtbarkeit.
- Antiseptische Wirkung: Gegen Schwellungen und Eiterungen zur Wundheilung, bei entzündetem Zahnfleisch, zur Zahnfleischstärkung.
- Antiödematöse Wirkung: Gegen Schwellungen, bei Beinödemen.
- HNO: Gegen Schleimbildung, bei Schnupfen (Niespulver), Husten und Erkältung.
- Magen/Darm: Magentonikum, bei Magenschmerzen, gegen Blähungen

#### Aktueller Stand
Gegenwärtig (Stand Mitte 2025) stehen vom Muskatellersalbei in Europa zwei verschiedene Arzneidrogen zur Verfügung, für die jedoch in den amtlichen europäischen Arzneibüchern keine Monografien mit anerkannten Anwendungen verzeichnet sind.
| Bezeichnungen | Herstellung, Inhaltsstoffe | Anwendungen | Monografien                                  |
| --- | --- | --- | -------------------------------------------- |
| Salviae sclareae herba Synonyme: Herba Gallitrichi, Herba Hormini sativi, Herba Salviae sclareae deutsch: Muskatellerkraut Muskatellersalbeikraut | Es handelt sich dabei um oberirdische Pflanzenteile, die zur Blütezeit geerntet, zerkleinert, von groben Bestandteilen gesäubert und getrocknet worden sind. Der Wirkstoffgehalt kann je nach Anbaugebiet, Erntezeitpunkt und klimatischen Bedingungen stark variieren. Salviae sclareae herba enthält ätherisches Öl (wie bei Oleum Salviae sclareae) mit einem Gehalt zwischen 0,1 und 1,1 %. Im weiteren Hydroxyzimtsäuren, insbesondere werden etwa 3 % Rosmarinsäure und 4,6 % Gesamt-Hydroxyzimtsäuren gefunden. | Innere Anwendung: bei verschiedenartigen Verdauungsbeschwerden, bei Menstruationsbeschwerden, allgemeinen Schwächezuständen, Katarrh, Kopfschmerzen, Krämpfen und Nierenbeschwerden. Äußere Anwendung: bei entzündlichen Wunden. Die Wirksamkeit dieser Anwendungen ist nicht belegt. | Kommission E: keine HMPC: keine ESCOP: keine |
| Oleum Salviae sclareae Synonym: Salviae sclareae aetheroleum deutsch: Muskatellersalbeiöl                                                         | Mittels Wasserdampfdestillation können aus 100 kg der Blütenstände und Triebspitzen ca. 800 Gramm farbloses ätherisches Muskatellersalbeiöl gewonnen werden. Hauptkomponenten sind 45 bis 75 % Linalylacetat und 9 bis 25 % Linalool. Weitere Bestandteile sind Germacren D (bis 5 %), β-Caryophyllen (bis 2,5 %), α-Terpineol (bis 4,5 %) und jeweils bis zu 2,5 % Geraniol, Nerol und die zugehörigen Acetate. In Anteilen <1 % liegen Camphen, Limonen, Myrcen, cis-/trans-Ocimen, α-/β-Pinen und eine Vielzahl geruchlich wichtiger Spurenkomponenten, vor allem geradkettige oder verzweigte Paraffin-Aldehyde und -Alkohole, vor. Das relativ schwer wasserdampfflüchtige Sclareol hat auch hormonartige Wirkungen; es wird in Handelsölen nur zu ungefähr 2 % gefunden. | Anwendungen bislang nur in den Bereichen der Volksmedizin und Aromatherapie, z. B. als Zusatz zu Cremes und Hautölen, Einsatz mit Duftlampen, Raumduft-Diffusern, Duftstäbchen, Gazepad-Inhalationen.                                                                                 | Kommission E: keine HMPC: keine ESCOP: keine |

In der Literatur sind nicht selten Aussagen zu finden, dass die Anwendungen des Muskatellersalbeis weitgehend denen des Echten Salbeis (Salvia officinalis) entsprechen, obwohl die beiden ätherischen Öle mit Ausnahme von ca. 0,7–3 % β-Caryophyllen keinerlei gemeinsame Hauptbestandteile aufweisen. Dabei ist bemerkenswert, dass es für den Echten Salbei im Europäischen Arzneibuch, bei ESCOP, WHO, HMPC und Kommission E Monografien gibt. Allerdings empfiehlt das HMPC innerliche Anwendungen von ätherischem Öl des Echten Salbeis wegen seines Gehalts an toxischem Thujon nicht, das bei länger dauernder Einnahme und bei zu hoher Dosierung Epilepsie-artige Krämpfe erzeugen kann. Das ätherische Öl des Muskatellersalbeis gilt dagegen als weniger toxisch.

#### Forschung für mögliche zukünftige Nutzungen
Die Wissenschaft befasst sich aktuell fast ausschließlich mit dem Muskatellersalbeiöl, wobei die Zahl der jährlichen Studienveröffentlichungen dazu spätestens seit Anfang der 2000er-Jahre signifikant steigt. Die heutigen Forschungsfragen unterscheiden sich zum Teil deutlich von den historischen Einsatzgebieten, während es in der Gynäkologie eine beachtliche Schnittmenge mit früheren Anwendungen gibt und auch die antiseptischen, entzündungshemmenden und entkrampfenden Wirkungen früher schon genutzt wurden. Die Einzelnachweise vermitteln einen laienverständlichen Überblick über die Schwerpunkte der Forschungsthemen (vor November 2017 veröffentlichte Studien), die sich wie folgt umreißen lassen:
- Antiinfektiöse Wirkung, besonders auch mit Fokus auf multiple Antibiotika‐Resistenzen und auf additive oder synergistische Wirkungen in Kombination mit diversen Antibiotika
- Nervensystem – Stress
- Herz‐Kreislauf-System
- Analgetische Wirkung
- Entzündungshemmende Wirkung
- Muskelrelaxierende Wirkung
- Frauenheilkunde: Menstruationsbeschwerden, Geburtshilfe, Perimenopause, Depressionen

In einer Anfang 2025 veröffentlichten koreanischen Studie wird eine Genomassemblierung des Muskatellersalbeis auf Chromosomenebene vorgestellt. Bei einer DNA-Sequenzierung und -Assemblierung werden alle DNA-Basenpaare eines Genoms ausgelesen und anschließend in der richtigen Reihenfolge zu einem computerlesbaren Text zusammengesetzt. Die phylogenetische Analyse ergab, dass der Muskatellersalbei innerhalb der Gattung Salvia evolutionär eng mit dem Echten Salbei verwandt ist, während sich die Arten der Gattung unabhängig voneinander innerhalb der Familie der Lamiaceae entwickelt haben. Dieser hochauflösende Genomaufbau bietet neue Einblicke in die Biosynthese ätherischer Öle und anderer aromatischer Verbindungen.

### Nutzung zum Würzen und Aromatisieren
Blätter und Blüten des Muskatellersalbeis können roh oder gegart gegessen werden. Insbesondere in den Küchentraditionen seines ursprünglichen Verbreitungsgebietes sind sie übliche Zutaten. Beispielsweise in der französischen Küche werden die Blätter genutzt, um Fleisch, insbesondere Wild, Schwein, Kalb, aber auch Aufschnitt, ein besonderes Aroma zu verleihen. Bei der Zubereitung von Pasteten, Quiches und Soßen werden sie ebenso verwendet wie zum Verfeinern von Marmeladen, fruchtigen Desserts und Kuchen. Sehr bekannt ist auch die Verwendung in Krapfen und Beignets. Seine frischen, essbaren Blüten eignen sich außerdem zum Garnieren von Salaten, Reisgerichten und anderen Speisen.
Im Mittelalter wurden Blütenauszüge von Muskatellersalbei und Schwarzem Holunder dazu genutzt, geringwertigere Weine aufzuwerten und geschmacklich den edleren Muskatellerweinen anzunähern; daraus entstand auch der deutsche Name Muskatellersalbei. Nachdem durch Destillation gewonnenes Muskatellersalbeiöl verfügbar wurde, wurden die Blütenauszüge ersetzt durch Zugabe des ätherischen Öls, was früher auch bei Bier eine wichtige Würze darstellte. Zur Aromatisierung von Wermutweinen sind Blüten oder ätherisches Öl weiterhin üblich. Außerdem kommen Muskatellersalbei-Extrakte zur Aromatisierung von Tabak zum Einsatz.

### Nutzung zur Herstellung von Duft-/Aromastoffen und Fixiermitteln
Das zu ca. 2 % in Muskatellersalbeiöl enthaltene Sclareol spielt seit Jahrzehnten eine bedeutende Rolle als Ausgangsstoff zur Herstellung verschiedener Duft- und Aromastoffe sowie Fixiermittel zur Verlängerung von Duftwirkungen. Aus Sclareol – einem in Reinform bernsteinfarbenen Feststoff mit süßem, balsamischem Duft – werden verschiedene Duft-, Aroma- und Fixieradditive hergestellt, die nicht nur Parfüms und Kosmetika ihren langlebigen Duft verleihen, sondern auch den in weitaus größeren Mengen produzierten Wasch- und Putzmitteln sowie Weichspülern. Besonders breite Verwendung unter den aus Sclareol herstellbaren Duftstoffen hat Ambrox gefunden, das auch bekannt ist als der olfaktorisch entscheidende Inhaltsstoff von Ambra, einem seit Jahrtausenden hoch geschätzten, äußerst raren und entsprechend teuren Duftstoff aus dem Verdauungstrakt von Pottwalen.
Ein Schrittmacher bei den zunächst auf Muskatellersalbei-Sclareol basierenden und später Sclareol-unabhängigen Ambrox-Herstellverfahren war der Schweizer Aromen- und Duftstoff-Hersteller Firmenich: 1950 ließ sich der Hersteller ein Sclareol-basierendes Syntheseverfahren patentieren, 1988 brachte er unter der Bezeichnung Ambrox DL erstmals ein vollsynthetisches Produkt auf den Markt. 2014 stellte Firmenich Ambrox Super vor, dessen Herstellverfahren auf der Fermentation eines Kohlehydratsubstrats durch Mikroorganismen beruht. Auf dem Markt gibt es heute eine große Anzahl ähnlicher Stoffe, die von den großen Duft- und Aromastoffherstellern mit und ohne Sclareol als Ausgangsbasis hergestellt und unter verschiedenen Markennamen vertrieben werden. Jährlich werden weltweit mehr als 30 Tonnen solcher Stoffe hergestellt.

### Nutzung als Konservierungsmittel
Neben der Aromatisierung von Lebensmitteln kann ätherisches Salvia-sclarea-Öl auch antimikrobiell und konservierend wirken und so Lebensmittel vor Verderb schützen. Bisher liegen dazu jedoch nur wenige Forschungsergebnisse vor (z. B.), und eine produktive Anwendung ist noch nicht in Sicht.

### Nutzung in Gärten und Gartengestaltung
Muskatellersalbei wächst in seinem natürlichen Verbreitungsgebiet insbesondere in warmen, mäßig nahrhaften und basenreichen Felssteppen und Halbtrockenrasen an (voll-)sonigen, trockenen und vor allem sommertrockenen Standorten. Bei dieser Herkunft ist es nicht verwunderlich, dass sich Muskatellersalbei auch für die Nutzung in Gärten als eine sehr robuste, anspruchslose und pflegeleichte Pflanze erweist.
Muskatellersalbei benötigt in der Keimphase und in der Stängelbildungsphase Feuchtigkeit, gehört aber ansonsten zu den trockenheitsresistenten Pflanzen. Mit ihren Pfahlwurzeln, die im ersten Jahr 90–120 cm und im zweiten Jahr 130–150 cm in den Boden eindringen, können sich die Pflanzen auch aus tieferen Erdschichten mit Feuchtigkeit versorgen. Muskatellersalbei bevorzugt vollsonnige Standorte, toleriert aber auch Halbschatten.
Muskatellersalbei ist eine wärmeliebende Pflanze; aus dem landwirtschaftlichen Anbau sind für gute Erträge empfohlene Wärmesummen von 3260 bis 3300 °C für das erste und 1500–1550 °C für das zweite Vegetationsjahr bekannt. Junge Muskatellersalbei-Sämlinge vertragen leicht kurzfristige Fröste bis zu minus 6–8 °C. Gut ausgebildete Überwinterungsrosetten vertragen Minusgrade bis ca. −29 °C (USDA-Klimazone 5a).
Auch hinsichtlich der Bodenbeschaffenheit ist Muskatellersalbei genügsam: Er wächst auf Sand-, Lehm- und Schluffböden ebenso wie auf steinigen Böden. Er bevorzugt mäßig nahrhafte Böden mit einem hohen Gehalt an organischen Stoffen, kommt aber auch mit kargen Böden zurecht; das Bodenmilieu kann neutral und auch alkalisch (>8,0) sein.
Bei ausreichend freien Bodenstellen reproduzieren sich Vorkommen von Muskatellersalbei problemlos durch Selbstaussaat. Die Art überwintert in Form kräftiger, runzeliger, immergrüner Rosetten, die auch über den Winter relativ ansehnlich sind.
Muskatellersalbei fand spätestens seit dem 9. Jahrhundert in Kloster,- Kräuter- und Bauerngärten Verwendung, wird heute in Mitteleuropa eher selten als Zierpflanze in Staudenbeeten kultiviert, gewinnt aber vor dem Hintergrund von Klimawandel und Artenschwund an Bedeutung: In Haus- und Vorgärten lassen sich mit Muskatellersalbei z. B. zusammen mit Lavendel, Oregano und Agastachen Bereiche mit mediterranem Flair realisieren. Muskatellersalbei eignet sich auch gut für den Einsatz in Kiesgärten und Geröllgärten. Diese sollten aber nicht verwechselt werden mit den baurechtlich meist unzulässigen Schottergärten, in denen Grobkies und Steine vorrangige Gestaltungselemente sind und gar keine Pflanzen oder nur wenige Formgehölze vorkommen; mit Muskatellersalbei lassen sich solche Schottergärten schnell begrünen und biodiversitätsmäßig aufwerten (z. B. nach einem Eigentümerwechsel bis zu einer grundlegenden Umgestaltung). Bei der professionellen Anlage größerer Gärten wird die Art u. a. für gärtnerisch betreute, mediterrane Anlagen und Felssteppenpflanzungen auf etwas stickstoffärmeren Böden eingesetzt, wobei abgestorbene Exemplare (möglichst erst im Frühjahr) entfernt werden sollten.

### Imkerei
In der Imkerliteratur wird der Muskatellersalbei als eine verhältnismäßig gute Bienenweide mit einem möglichen Honig-Jahresertrag von 107 bis 174 kg/ha beschrieben. Diese Angabe steht im Widerspruch zu den bekannten Fremdbestäubungspräferenzen des Muskatellersalbeis, die die Effizienz und Erfolgsquote von Honigbienen bei der Nektarernte an Muskatellersalbeiblüten deutlich einschränken können. Beispielsweise liegen aus der Provence Berichte vor, dass Anbauflächen kaum von Honigbienen beflogen werden, wenn andere Trachtquellen wie Lavendel oder Lavandin in der Nähe sind. Offenbar werden Muskatellersalbeiblüten nur dann nennenswert von Honigbienen, Hummeln (Bombus) und anderen Wildbienenarten beflogen, wenn in deren Flugradius Knappheit an für sie attraktiveren anderen Trachtquellen herrscht.
Vermutlich ist diese Bedingung im US-amerikanischen Hauptanbaugebiet North Carolina und in Oregon (Saatguterzeugung) erfüllt, so dass einige Imker dort einen begehrten Muskatellersalbei-Honig produzieren können; einen Beitrag für ein durch Fremdbestäubung genetisch höherwertigeres Saatgut können die Honigbienen dabei aber definitiv nicht leisten. Muskatellersalbei-Honig ist hell bernsteinfarben und zeichnet sich durch ausgeprägte florale Noten aus. Wegen seines hohen Fructose-Glucose-Verhältnisses kristallisiert er nur langsam. Die Imker stufen ihn als einen extrem hochwertigen Honig ein, der mit Sourwood- und Tupelohonig konkurrieren kann.

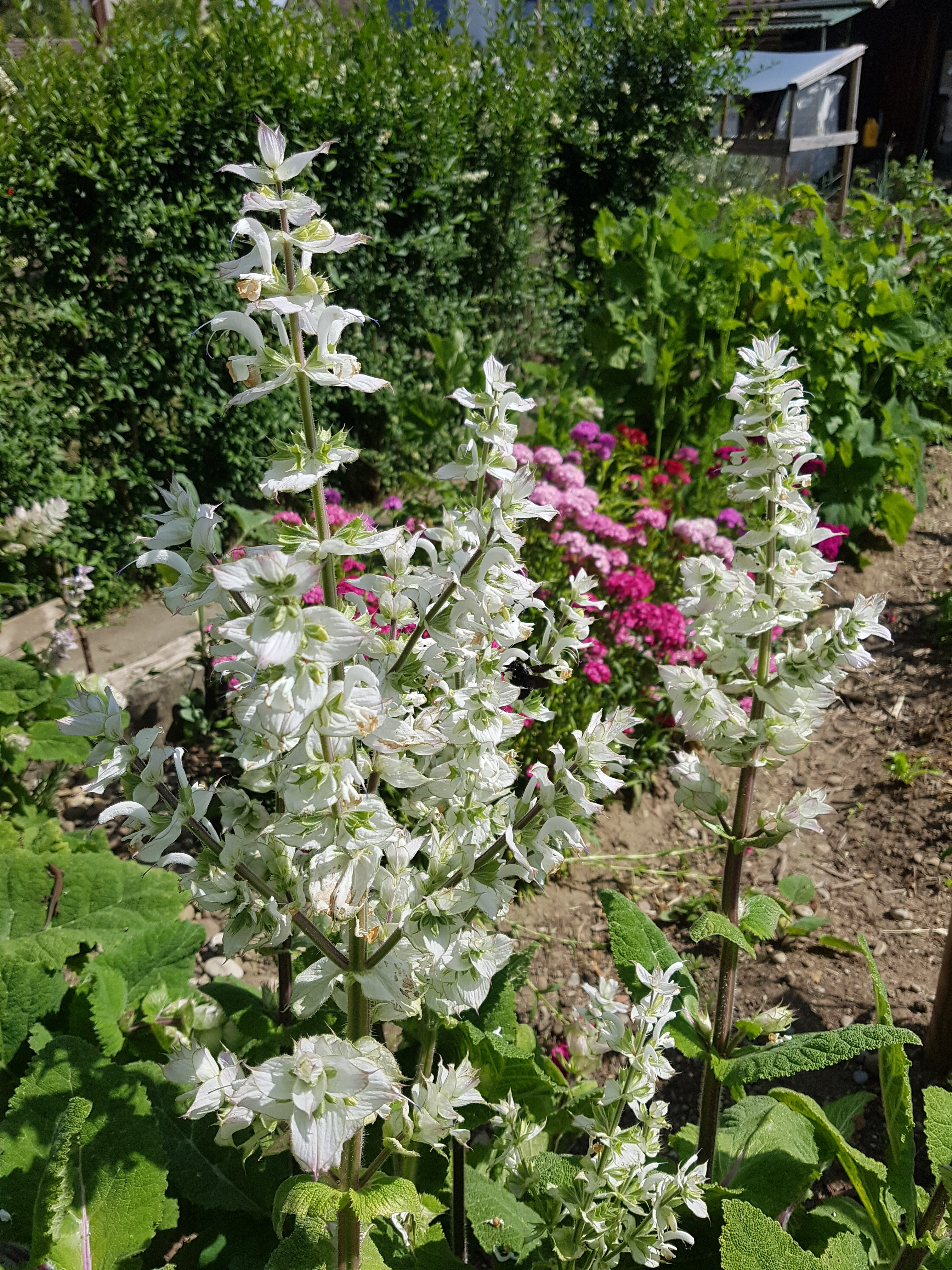
Weißblütige Sorte

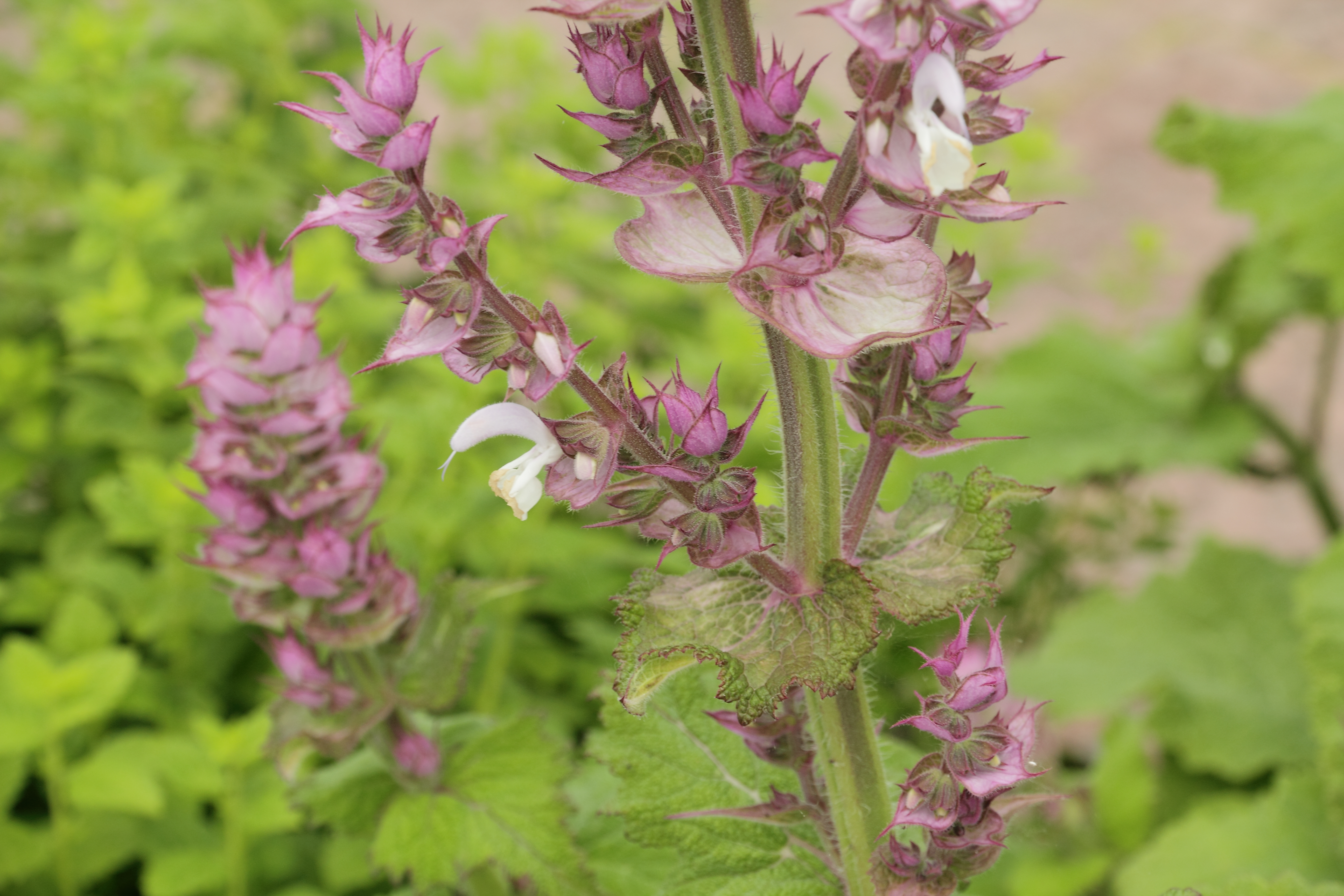
Sorte mit rosa Oberlippen

## Varietäten und Sorten
Beim Muskatellersalbei sind keine Varietäten im botanischen Sinne bekannt; es werden aber nicht selten im Handel Pflanzen oder Saatgut mit Varietäten-Bezeichnungen angeboten wie z. B. Salvia sclarea var. Turkestaniana. Nach WFO handelt es sich dabei aber um Synonyme.
Es gibt bislang nur relativ wenige Muskatellersalbei-Sorten für unterschiedliche Verwendungszwecke:
- Für die gärtnerische Nutzung
 stehen Blütenfarbe und eine Begrenzung der Wuchshöhe im Fokus der Zuchtaktivitäten. Bekannt sind z. B. die Sorten „Vatican White“, „Vatican Pink“, „Euphoria“ und „Piemont“.[35]
- Für die Gewinnung des ätherischen Öls
 werden Phänotypen mit einem hohen Sclareol- und Linalool-Gehalt und, wenn möglich, einer frühen Blüte selektiert. Es ist eine weit verbreitete Annahme, dass die Ölausbeute spät blühender Muskatellersalbei-Sorten durch Sommerdürre geschmälert wird. Diese Annahme wurde aus Zuchtprogrammen für Kamille übernommen, einer Heilpflanze, deren Blüten ebenfalls wertvolle Terpenoide produzieren.[41] Durch die Einführung von ölgewinnungsorientierten Zuchtsorten wie „Scalia“, „Toscalia“, „Claryssima“, „Trakysta“ und „Milly“ konnte die Ausbeute von ätherischem Öl um mehr als 30 % gesteigert werden.[37] In mehreren bedeutenden landwirtschaftlichen Erzeugerländern von Muskatellersalbei zur Ölgewinnung wie Ungarn, Bulgarien, Moldawien, Rumänien und Frankreich hat die steigende weltweite Nachfrage nach Sclareol neue Forschungs- und Züchtungsinitiativen gefördert.

Gelegentlich werden fälschlicherweise Samen oder Pflanzen von Zuchtsorten des Buntschopf-Salbeis (Salvia viridis, Synonym: Salvia horminum) als Muskatellersalbei angeboten, insbesondere im englischsprachigen Raum durch ihre nicht sehr unterschiedlichen englischen Trivialnamen clary sage bzw. annual clary.

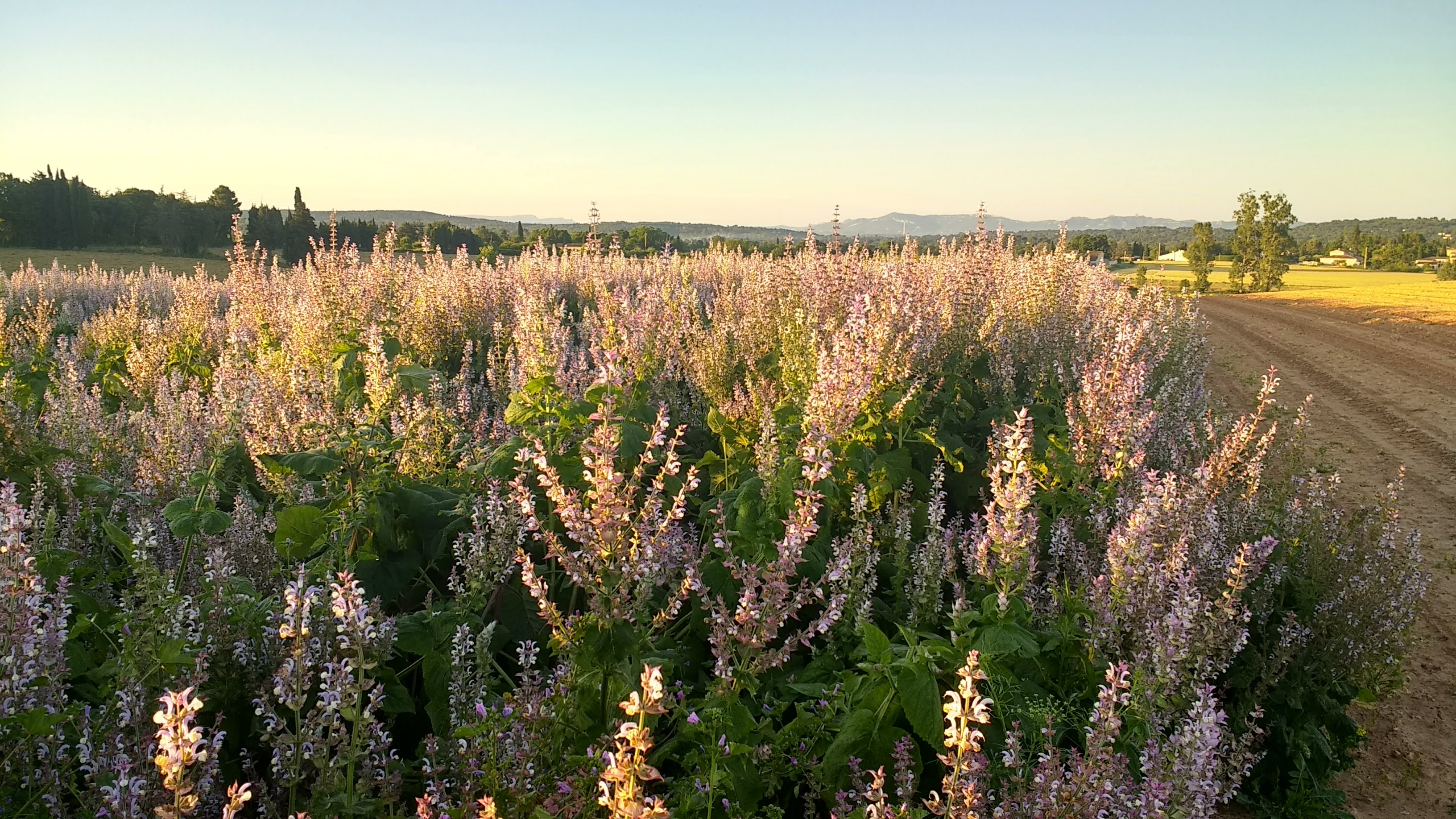
Anbaufläche

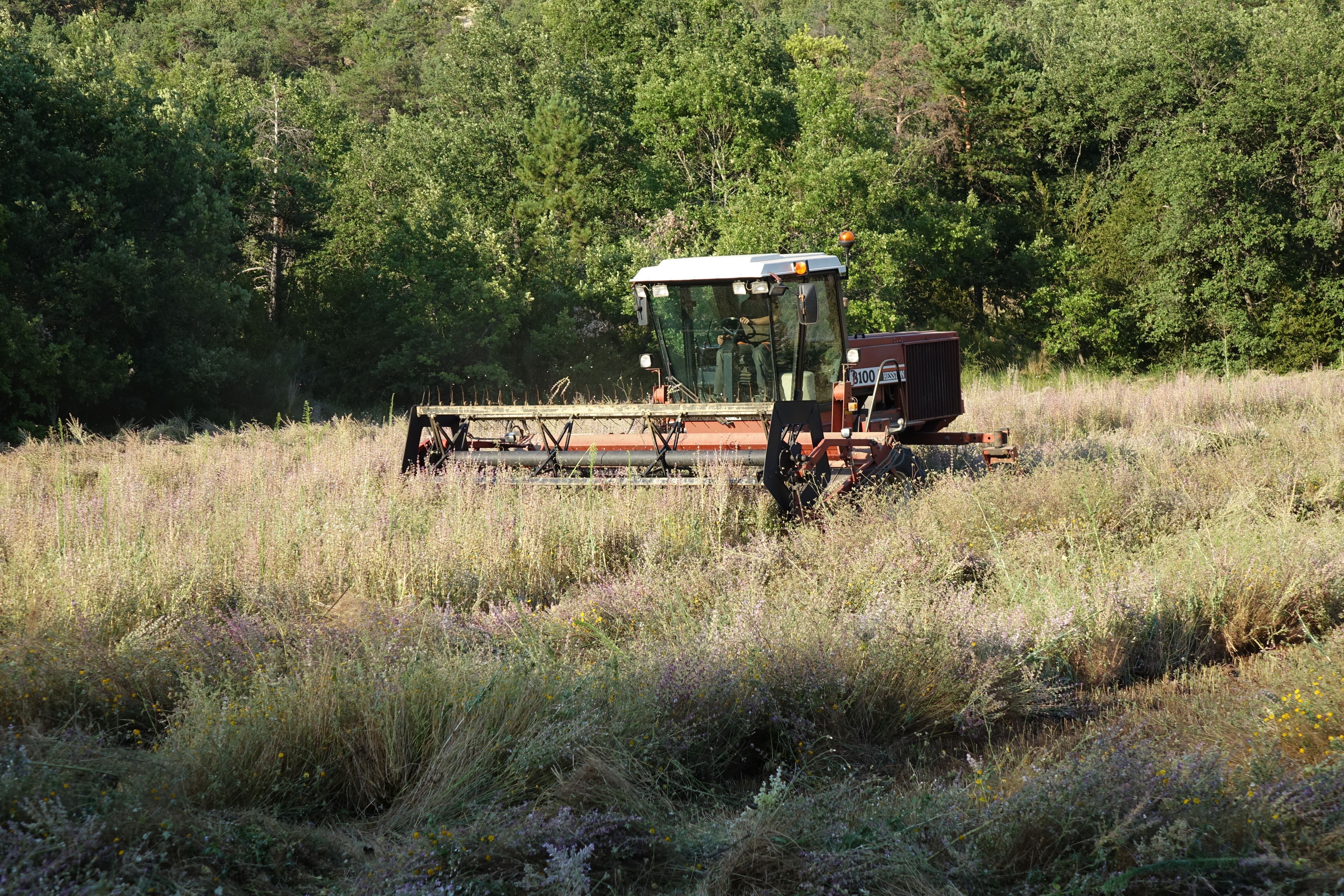
Ernte in Südfrankreich

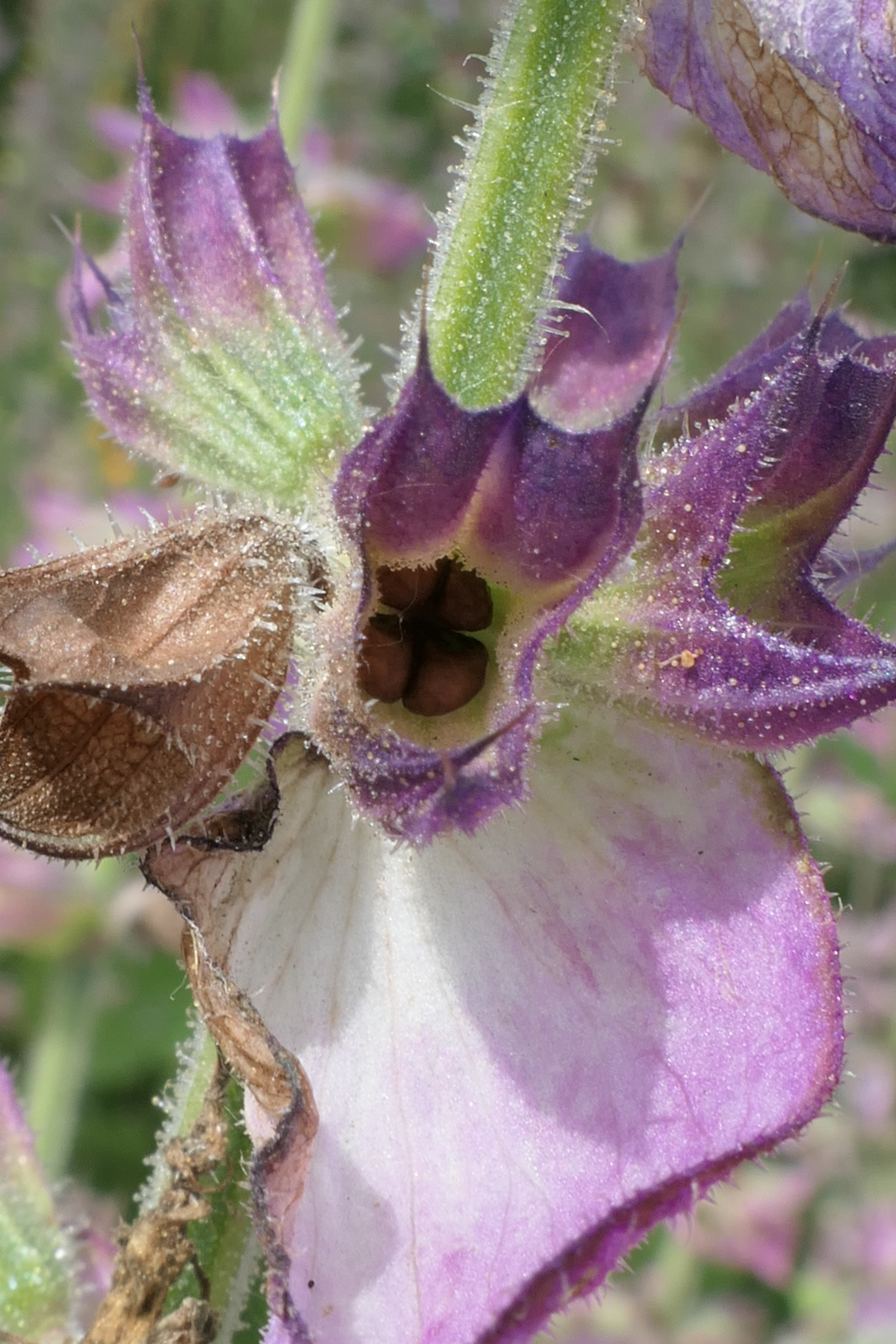
Reife Nüsschen in einer Klausenfrucht

## Landwirtschaftlicher Anbau
Als erstes Land begann Frankreich 1909 mit dem landwirtschaftlichen Anbau von Muskatellersalbei, heute wird er in zahlreichen weiteren Ländern wie z. B. Italien, den Balkan-Staaten, Spanien, Marokko, den USA und in England kultiviert. Genauere statistische Angaben über die Anbauflächen oder Produktionsmengen der einzelnen Länder sind nur spärlich zu finden, als Spitzenreiter gelten aber Russland und China, wobei in China im Gegensatz zum europäischen und US-amerikanischen Anbau Pflanzen mit einer deutlich geringeren Wuchshöhe von etwa 40 cm verwendet werden. Für Frankreich werden die Anbauflächen in der Provence auf insgesamt 1000 bis 1500 ha geschätzt.
In den USA ist der US-Bundesstaat North Carolina ein bedeutsames Anbaugebiet, das geschichtlich eng mit der Tabakindustrie verknüpft ist: Zu Beginn der 1960er-Jahre startete ein Tabakkonzern ein großes Projekt, um durch Aromatisierung türkischen Tabakgeschmack nachahmen, wobei Sclareol als Ausgangsstoff dienen sollte. Dazu errichtete das Unternehmen in Merry Hill eine große Extraktionsanlage und begann mit eigenem und vertraglichem Anbau von Muskatellersalbei. Mitte der 1960er-Jahre wurde das Projekt abgebrochen und die Extraktionsanlage eingemottet. Sie wurde später reaktiviert u. a. für die Gewinnung von Ambroxid aus Muskatellersalbeiöl für Wäschepflegeprodukte und andere Duftstoffanwendungen und bescherte damit der Region eine Blütezeit des Muskatellersalbei-Anbaus, wobei die Anbauflächen 2017 rund 30.000 acres (umgerechnet ca. 12.000 ha) betrugen. Bedingt durch das Aufkommen Sclareol-unabhängiger Ambroxid-Herstellprozesse ist die Anbaufläche inzwischen deutlich zurückgegangen; eine Ernteversicherungsstatistik weist für North Carolina für das Jahr 2024 umgerechnet rund 1300 ha aus.
Als Erträge von Muskatellersalbei-Anbauflächen werden die Massen der geernteten Blütenstände vor oder des gewonnenen ätherischen Öls nach der Destillation angegeben: Je nach Boden, Höhenlage, Klima, Witterungsverlauf und Sorte können pro Hektar zwischen 3,0 und 8,5 t Blütenstände geerntet werden, für die Ukraine ist ein Durchschnittswert von 3,5–4,0 t/ha bekannt. Der Ertrag an ätherischem Öl beträgt in der Regel zwischen 15 und 23 kg/ha.
Das französische Institut für Duft-, Arznei-, Aroma- und Industriepflanzen (ITEIPMAI) hat Versuche unternommen, um das optimale Erntestadium zur bestmöglichen Ausbeute an ätherischem Öl zu bestimmen. Optimale Erträge werden demnach erzielt, wenn in den Klausenfrüchten des Hauptstamms 50 % der Nüsschen ihre braune Reifefarbe angenommen haben.

## Ökologie

### Bestäubung

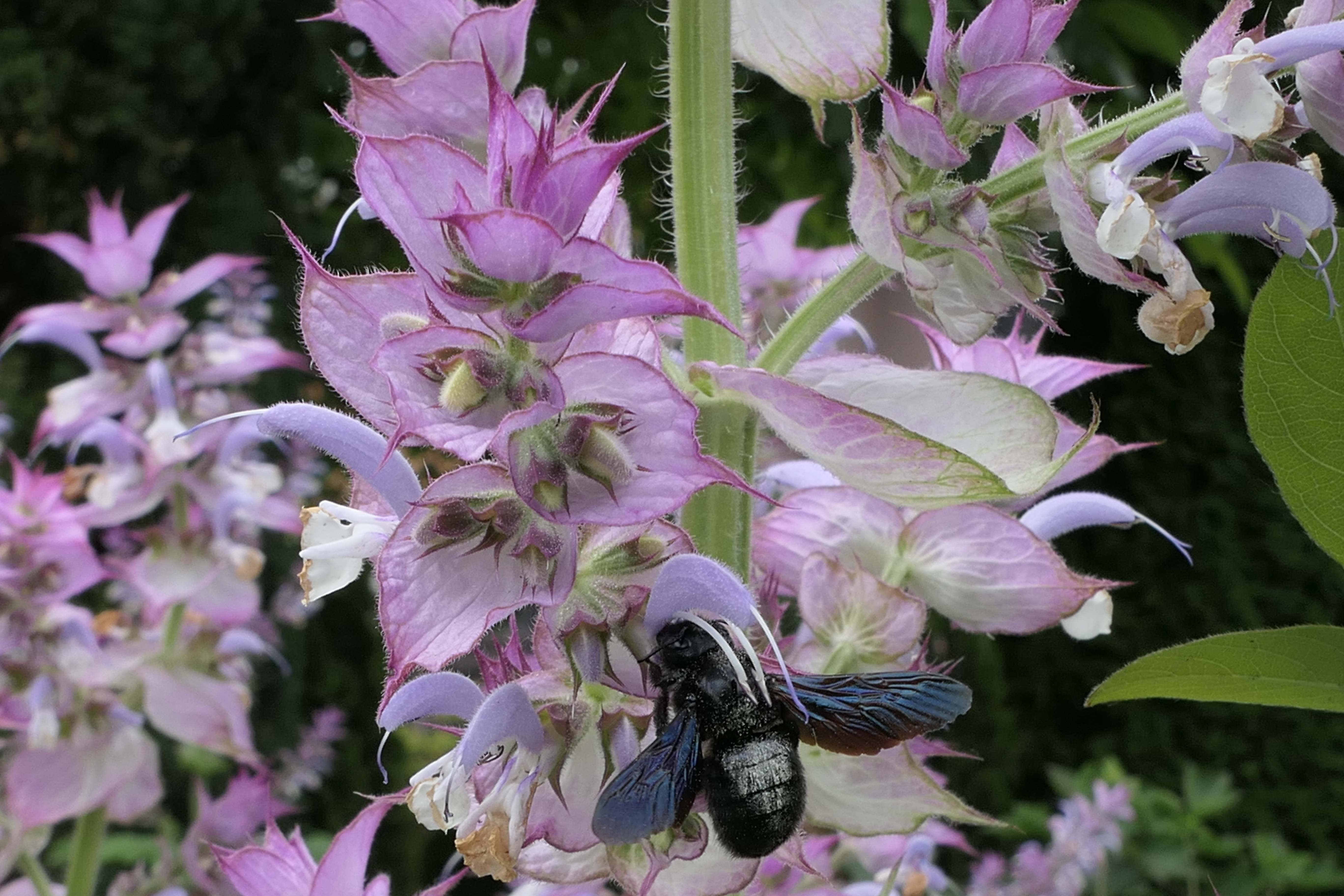
Eine Große Holzbiene erntet Nektar

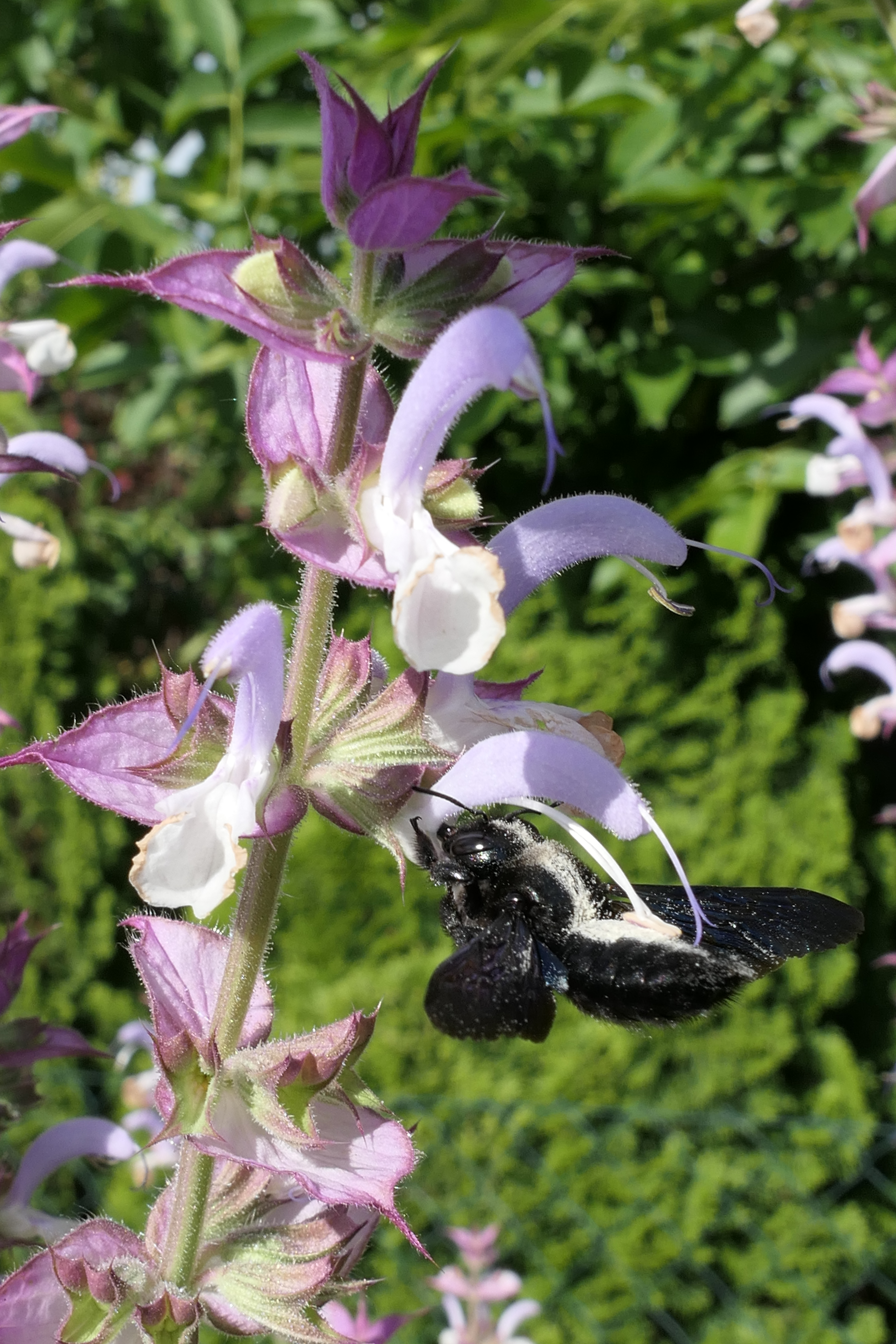
Große Holzbiene: hochgerecktes Abdomen für optimalen Pollentransfer

Blütenökologisch ist Muskatellersalbei eine vormännliche „Eigentliche Lippenblume“: Die Unterlippe dient als Landeplatz für die Bestäuber, die helmförmige Oberlippe verbirgt die beiden Staubblätter und den Griffel. Die meisten Blüten sind zwittrig, wobei die Narbenäste in der Regel erst nach den Staubbeuteln reifen (Proterandrie). Am Kronröhreneingang fungiert eine „Federklappe“ (evolutionär ein umgewandeltes ehemaliges Staubblatt-Paar) als „Schikane“, die ein Insekt erst nach hinten drücken und damit für seinen Rüssel passierbar machen muss, um an den tief im Blütengrund angebotenen Nektar zu gelangen, wofür eine Rüssellänge von 6–7 mm erforderlich ist. Die „Federklappe“ ist der sehr kurze Kraftarm einer gelenkig gelagerten, geschwungenen Wippe, deren langer Lastarm die beiden Staubblätter sind. Durch den Druck des Insekts wird der so genannte „Schlagbaum“-Mechanismus betätigt und drückt die beiden Staubblätter aus der Oberlippe heraus nach unten auf den Rücken des Insekts und bepudert ihn mit Pollen. Im weiteren Reifeprozess einer Blüte verwelken die Staubblätter und der anfangs nur wenig vorragende Griffel streckt sich, so dass er von Kopf und Rücken anfliegender Insekten Pollen aufnehmen kann. Durch den raffinierten „Schlagbaum“-Mechanismus und die Vormännlichkeit werden die Blüten vorzugsweise fremdbestäubt, wenn die Bestäuberinsekten nacheinander Blüten im männlichen und weiblichen Reifestadium besuchen. Neben den zwittrigen kommen zum Ende der Blütezeit auch kleinere weibliche Blüten vor, bei denen die Staubfäden sehr verkürzt oder verkümmert sind oder gänzlich fehlen.
Kontrollierte Bestäubungsexperimente haben ergeben, dass Muskatellersalbei selbstkompatibel ist. Wenn sich Bestäuberinsekten als Blütenbesucher einstellen, die tatsächlich für eine Fremdbestäubung sorgen können, ist unter natürlichen Bedingungen ca. eine Hälfte der Samenreproduktion auf Bestäuberaktivität und die andere Hälfte auf Selbstbefruchtung zurückzuführen. Durch ein hohes Maß an Fremdbestäubung lässt sich der Ertrag der Saatgutproduktion bei Muskatellersalbei ungefähr verdoppeln.

### Blütenbesucher

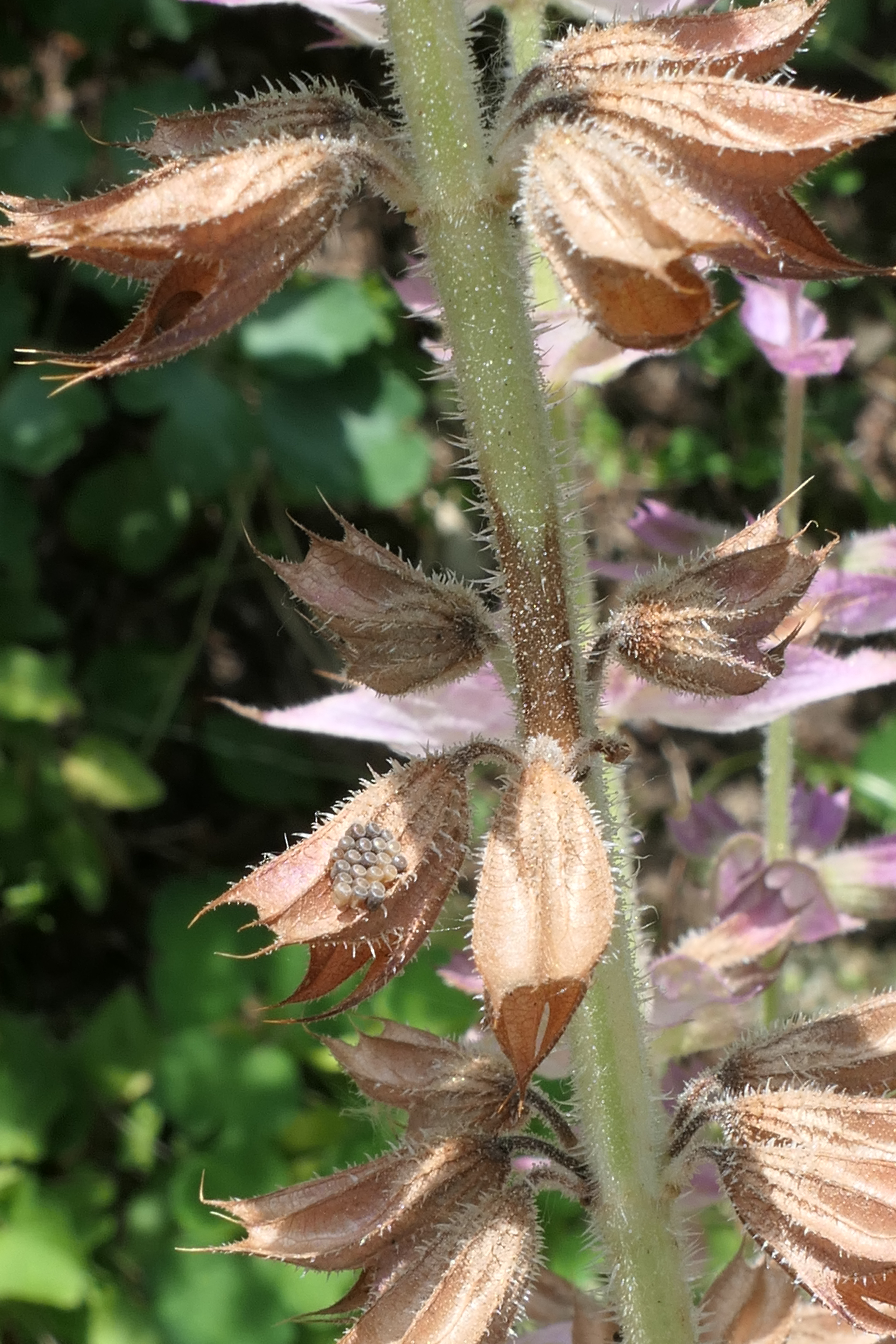
Eispiegel auf einer Klausenfrucht

In vielen Pflanzeninformationen des Handels ebenso wie in seriösen Internetartikeln und Pflanzendatenbanken (z. B.) wird für Muskatellersalbeiblüten irreführenderweise ein artenreicher Insektenbesuch durch Hummeln und andere Wildbienen, Honigbienen, Schmetterlinge und je nach Vorkommen auch Kolibris beschrieben. Durch die wirksamen Fremdbestäubungspräferenzen der Pflanze stellt sich aber in der Regel eher ein sehr selektiver Insektenbesuch ein, wobei oftmals die Große Holzbiene (Xylocopa violacea) als Blütenbesucherin dominiert, wenn sie in der Umgebung vorkommt. Nur sie und andere große Arten aus der Gattung der Holzbienen (Xylocopa) sind optimal an die Blütenmorphologie des Muskatellersalbeis angepasst, können aufgrund ihrer Körpergröße den „Schlagbaum“-Bestäubungsmechanismus bedienen und damit eine Fremdbestäubung sicherstellen. Oftmals krümmen die Weibchen beim Blütenbesuch noch zusätzlich ihr Abdomen nach oben für einen optimalen Pollentransfer. Der Botaniker Hans Kugler hat schon 1972 nach ausgiebigen Beobachtungen in Dalmatien ausschließlich Große Holzbienen als wirksame Bestäuber für Muskatellersalbei festgestellt und daher für den Blumentyp von Muskatellersalbei die Begriffe „Xylocopa-Blume“ oder „Großapidenblume“ vorgeschlagen. Auch jüngere Beobachtungen, z. B. auf Versuchsflächen in der türkischen Provinz Izmir haben ergeben, dass 60,51 % aller effektiven Blütenbesucher Große Holzbienen, 25,42 % Mauerbienen Anthocopa bidentata bidentata, 13,9 % Blattschneiderbienen Megachile pilidens, 0,4 % Langstielgrabwespen Sceliphron spirifex und nur 0,12 % Honigbienen waren.
Letzteres steht in einem scheinbaren Widerspruch zu der Tatsache, dass einige Imker im US-amerikanischen Hauptanbaugebiet North Carolina und in Oregon (Saatguterzeugung) einen begehrten Muskatellersalbei-Honig produzieren können. Damit Insekten an einer Muskatellersalbeiblüte effizient und erfolgreich Nektar sammeln können, müssen zwei Kriterien erfüllt sein: Die Insekten müssen kräftemäßig zum wiederholten Aufdrücken der „Federklappe“ am Kronröhreneingang in der Lage sein; für Honigbienen ist das in Relation zu ihrer Körpergröße erheblich mühsamer als für die Große Holzbiene. Nachdem die „Schikane“ durch das Aufdrücken für den Rüssel passierbar wird, ist zum Erreichen des Nektarvorrats mindestens eine Rüssellänge von 6–7 mm erforderlich. Große Holzbienen erfüllen auch dieses Kriterium mit 8–9 mm Rüssellänge deutlich, während Honigbienen es mit 6,3–6,7 mm Rüssellänge nur grenzwertig erfüllen. Eine Nektarernte an Muskatellersalbeiblüten ist also für Honigbienen zwar möglich, aber relativ anstrengend und auch nicht unbedingt bei jedem Blütenbesuch erfolgreich. Aus der Provence liegen Berichte vor, dass Anbauflächen von Muskatellersalbei kaum von Honigbienen beflogen werden, wenn andere Trachtquellen wie Lavendel oder Lavandin in der Nähe sind. Offenbar werden Muskatellersalbeiblüten nur dann nennenswert von Honigbienen (und Hummeln (Bombus) und anderen Wildbienenarten) beflogen, wenn in deren Flugradius Knappheit an für sie attraktiveren anderen Trachtquellen herrscht.

### Sonstiges
Der Muskatellersalbei kann mit seinem perfekten Zusammenspiel mit der Großen Holzbiene im Zuge ihrer Ausbreitung in Mitteleuropa zukünftig auch eine wichtige Rolle spielen insbesondere im Biologie-Schulstoff in den unteren Klassen der Sekundarstufe: Heute wird in diesen Klassenstufen gerne (überwiegend theoretisch) das Thema Fremdbestäubung am Beispiel des Wiesensalbeis (Salvia pratensis) vermittelt, das sich beim Muskatellersalbei weitestgehend deckungsgleich darstellt. Der aus den Fremdbestäubungspräferenzen beider Pflanzenarten resultierende selektive Insektenbesuch ist beim Wiesensalbei durch die Schüler weitaus schlechter real beobachtbar und erlebbar, während er durch die sehr auffällige Erscheinungsweise der Großen Holzbiene am Muskatellersalbei sehr augenscheinlich demonstrierbar ist. Die heute dazu vielfach angebotenen Unterrichtsmaterialien und teilweise vorhandenen Anschauungsmodelle lassen sich relativ leicht umstellen auf bzw. erweitern um den Muskatellersalbei, auch ein Anbau in Schulgärten zu diesem Zweck ist unkompliziert.
Auch wenn kleine Muskatellersalbei-Anordnungen im Garten fast ausschließlich von Großen Holzbienen beflogen werden, bedeuten sie dennoch einen weitergehenderen Biodiversitätsmehrwert, z. B. indem sie anderen Bestäuberarten Ersatznahrung bieten, wenn es bei deren bevorzugteren Trachtquellen zu Engpässen kommt und sonst bei Nahrungsmangel ganze Hummelvölker vorzeitig erlöschen würden. Die trockenen Klausen-Fruchtstände dienen oft überwinternden Insekten als Unterschlupf und bieten damit auch der Vogelwelt natürliche Winternahrung. Außerdem sind an den Klausenfrüchten nicht selten Gelege von Insekteneiern zu finden.
Im US-Bundesstaat Washington ist Muskatellersalbei als invasiv eingestuft, obwohl er sich nur barochor (schlichtes Herunterfallen einzelner, nackter und schwerer Samen durch die Schwerkraft aus einer an der Mutterpflanze verbleibenden Frucht) verbreitet.